# Uzveće
Uzveće (en serbe cyrillique : Узвеће) est un village de Serbie situé dans la municipalité de Bogatić, district de Mačva. Au recensement de 2011, il comptait 972 habitants.

## Démographie

### Évolution historique de la population
| 1948  | 1953  | 1961  | 1971  | 1981  | 1991  | 2002  | 2011 |
| ----- | ----- | ----- | ----- | ----- | ----- | ----- | ---- |
| 1 366 | 1 374 | 1 371 | 1 337 | 1 263 | 1 163 | 1 103 | 972  |

|  |